# 롱푸현
롱푸현(베트남어: Huyện Long Phú / 縣隆富 융부현)은 베트남 메콩강 삼각주 속짱성의 현이다.

## 행정 구역
롱푸현은 2시진, 7사를 관할하고 있다.

### 시진
- 롱푸 시진 (Thị trấn Long Phú, 隆富市鎭)
- 다이응아이 시진 (Thị trấn Đại Ngãi, 大義市鎭)

### 사
- 쩌우카인 사 (Xã Châu Khánh, 周慶社)
- 허우타인 사 (Xã Hậu Thạnh, 厚盛社)
- 롱득 사 (Xã Long Đức, 隆德社)
- 롱푸 사 (Xã Long Phú, 隆富社)
- 푸흐우 사 (Xã Phú Hữu, 富有社)
- 송풍 사 (Xã Song Phụng, 雙鳳社)
- 떤흥 사 (Xã Tân Hưng, 新興社)
- 떤타인 사 (Xã Tân Thạnh, 新盛社)
- 쯔엉카인 사 (Xã Trường Khánh, 長慶社)